# 2020年纽约地铁火灾
2020年3月27日凌晨3时15分左右，一辆北行的纽约地铁2号线列车在开进曼哈顿哈林区的中央公园北-110街车站时起火。火灾导致列车驾驶员死亡，至少16人受伤，车厢和车站北侧严重受损。纽约大都会运输署官员称列车售票员和一名运输署员工成功解救了失火列车上的乘客，后续列车的乘客同样获救。

## 事故过程
3月27日凌晨，涉事列车正执行夫拉特布什大道-布魯克林學院車站和威克菲爾德-241街車站间的2号线深夜慢车业务。列车向北行驶在96街车站和中央公园北-110街车站之间时，编号为6347的第二节车厢起火。列车裹挟着火焰到达了110街车站。凌晨3时18分，消防人员接到火警赶到现场。约100名消防人员控制住火势。紧随起火列车的3号线列车上的人员从线路上转移撤离。由于起火导致烟雾弥漫，能见度极低，烟气弥漫到110街车站的地面入口。火灾令6347号车厢严重毁损，列车的其他部分和110号街车站建筑也部分受损。
事故造成16人受伤，其中4人重伤。驾驶员加雷特·戈贝尔（Garrett Goble）是唯一的死者，他在挽救乘客期间倒毙在轨道上。

## 事后调查
纽约地铁86号街车站、96号街车站和116号街车站几乎同时报告发生火情，令调查人员怀疑本次火灾为蓄意纵火。一名“情绪不定”的人正就本次110街车站火灾接受讯问。当局又报道称第二节车厢上有一台购物车起火。
纽约市警察局在火灾发生两天后公布了案件相关人物的照片。又过了两天，警方于3月31日逮捕了48岁的嫌疑人纳塞涅尔·阿文格（Nathaniel Avinger），此人先前总共被捕39次。2020年12月中期，阿文格因为一次无关案件被捕后，终于被以谋杀戈贝尔的罪名起诉。

## 后续发展
IRT莱诺克斯大道线受事故的影响中断运营。该线路上的2号线列车改沿IRT莱辛顿大道线自149街-大廣場車站到大西洋大道-巴克萊中心車站运营，3号线改由新地段大道车站途经IRT百老汇-第七大道线的137街-市立学院车站到96号街车站运营。运营中断的车站附近的交通改由接驳巴士负责。86号街车站和96号街车站临时关闭，以便纽约市消防局人员开展调查。3月30日，莱诺克斯大道线恢复运营，而中央公园北-110街车站仍然关闭以待整修。该车站于4月6日重新开通。
火灾中波及的R142型列车6346、6347、6348、6349和6350号车厢因受损严重而退役并拆卸零件，6366、6367、6368、6369和6370号车厢在修复后恢复运营。